# Bitva u Elchingenu
Bitva u Elchingenu byla bitvou napoleonských válek, k níž došlo 14. října 1805 mezi Francií a Rakouskem. Bitva skončila francouzským vítězstvím.

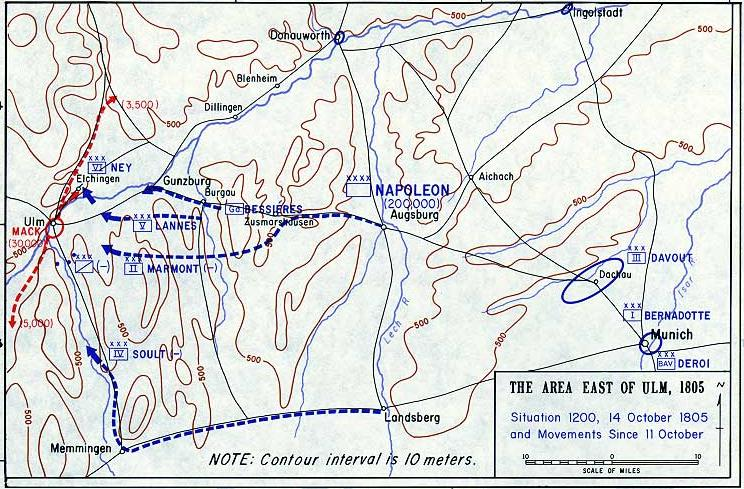
Bitva u Elchingenu

## Pozadí
Roku 1805 zahájil Napoleon v Bavorsku tažení proti třetí koalici. Tato koalice vznikla jako následek popravy vévody D’Enghien. Rakousko tehdy očekávalo, že hlavní fronta bude v Itálii, a proto mělo hlavní síly tam. Zatímco v Německu Rakousko nechalo jen menší síly vedené baronem Mackem, jenž Francouze velmi podceňoval. Navíc bylo Bavorsko spojencem Francie, o čemž se koalice dozvěděla později.
18. září Mack obsadil Ulm a později odjel do Vídně, aby si vyžádal posily. Francouzi mezitím překročili Rýn a 7. října došli k Dunaji.
Napoleon byl rozhodnut Ulm obklíčit. Po bitvě u Haslachu ovšem začalo hrozit, že Rakušané zaútočí na Albeck a jeho plány budou zhaceny. Proto vydal rozkaz maršálu Neyouvi, aby dobyl most u Elchingenu.
Jakmile Ney dostal rozkaz, zaútočil na Rakušany, ale byl odražen, a proto musel útok odložit.

## Bitva
Po položení provizorní mostovky zahájil nejprve 6. lehký pluk a granátníci 39. pluku Loisonovi divize útok na Rakušany. Postupně začali útočit další pluky. Situace nebyla pro Francouze nijak jednoduchá, a proto Ney nechal Roguetovu brigádu (jež tvořila pravé křídlo) ať zaujme obranu a začne pálit z děl proti rakouským jezdeckým plukům u kaple sv. Wolfganga. Mezitím Loison postupoval s Vilattovou brigádou na Ober-Elchingen.
Do bitvy se také zapojila Mahlerova divize, která zaútočila na Unter-Elchingen a po jejich dobytí podpořila útok Vilattovi divize, přesto provedla rakouská jízda protiútok, ale nakonec byla odražena. Rakušané začali ustupovat do lesa za opatstvím, ale tam se zastavili a chystali k protiútoku.
Ney na ně zaútočil s levým křídlem a část donutil k ústupu a zbytek odřízl. Zajat byl také podmaršálek Werneck.

## Následky
Mack byl po bitvě obklíčen v Ulmu a kapituloval. Napoleon se poté vydal dál na východ, povedlo se mu obsadit Vídeň a později vyhrál Bitvu u Slavkova.